# Erwin Könnemann
Erwin Könnemann (* 6. Juni 1926 in Hüttenrode; † 9. Februar 2016 in Halle (Saale)) war ein deutscher Historiker. Zu seinen Forschungsgebieten zählte die Geschichte der deutschen Arbeiterbewegung während der frühen Weimarer Republik, die Hallenser Stadtgeschichte und die Geschichte der Eisen- und Hüttenwerke Thale. Einen Namen machte er sich nicht zuletzt durch Dokumenteneditionen zum Kapp-Putsch, die allgemein als Standardwerke angesehen werden.

## Leben
Nach der Absolvierung der Volksschule besuchte Könnemann von 1940 bis 1944 die Lehrerbildungsanstalten in Blankenburg und Braunschweig. Anschließend leistete er Reichsarbeitsdienst und nahm als Soldat am Zweiten Weltkrieg teil.
Von Oktober 1945 bis 1951 war Könnemann nach Absolvierung eines entsprechenden Kurses als Neulehrer tätig. Im April 1946 trat er in die SED ein. 1949 bis 1950 nahm er an einem Jahreslehrgang für Geschichtslehrer teil und legte 1950 die Fachlehrerprüfung ab. Er übernahm 1951 eine Dozentur für Geschichte an der Arbeiter-und-Bauern-Fakultät Halle, während er zugleich als Externer an der Martin-Luther-Universität Halle-Wittenberg Geschichte studierte. Sein Studium schloss er 1957 als Diplom-Historiker ab.
Könnemann wechselte 1957 als wissenschaftlicher Assistent und späterer Oberassistent in die Abteilung „Dokumente und Materialien zur Geschichte der deutschen Arbeiterbewegung“ in die Außenstelle Halle des Instituts für Geschichte der Deutschen Akademie der Wissenschaften zu Berlin, wo er mit der Edition von Quellen in der Reihe Archivalische Forschungen zur Geschichte der deutschen Arbeiterbewegung befasst war. Im Dezember 1962 promovierte er bei Leo Stern und Heinz Tillmann über „Die Rolle der Einwohnerwehren und der Zeitfreiwilligenverbände beim Wiedererstarken des deutschen Imperialismus und der Novemberrevolution“.
1970 wurde Könnemann Dozent für die Geschichte der Arbeiterbewegung an der Martin-Luther-Universität Halle-Wittenberg. 1971 erfolgte seine Promotion B bei Ernst Diehl und Günter Benser mit einer Arbeit über den Kapp-Putsch, die er gemeinsam mit Hans-Joachim Krusch vorlegte. Im September 1975 wurde Könnemann in Halle-Wittenberg zum ordentlichen Professor für die Geschichte der deutschen Arbeiterbewegung ernannt. Hier leitete er auch ein Autorenkollektiv zur Geschichte der Stadt Halle und war in der Fachkommission Regionalgeschichte der Historiker-Gesellschaft der DDR tätig. 1986 erhielt er den Vaterländischen Verdienstorden in Bronze Er gehörte 1989 dem Präsidium der Historiker-Gesellschaft der DDR an und wurde 1991 emeritiert.

## Werk
Könnemann legte umfangreiche Quellensammlungen und Darstellungen zur Geschichte des Kapp-Putsches dar. Seine gemeinsam mit Brigitte Berthold und Gerhard Schulze edierte, 1970 in zwei Bänden erschienene Quellensammlung Arbeiterklasse siegt über Kapp und Lüttwitz galt seinerzeit als die wohl umfangreichste Sammlung ihrer Art über die Ereignisse im Frühjahr 1920 und als Standardwerk hinsichtlich der Beurteilung von Kapp-Putsch und Ruhrkampf.
Galt die Dokumentation unwidersprochen als wissenschaftlich fundiert, so wurde Könnemanns gemeinsam mit Hans-Joachim Krusch vorgelegte Darstellung Aktionseinheit contra Kapp-Putsch von westlichen Historikern kritisiert. Jens Flemming warf den Autoren vor, sich in die DDR-Parteigeschichtsschreibung einzureihen, der es darum gehe, die Verschmelzung von SPD und KPD zur SED historisch zu legitimieren. In diesem Sinne zeichne sich die Studie „durch bedenkenlose Aktualisierungen aus und eine stellenweise beckmesserische und scholastische Penetranz, die den wissenschaftlichen Nutzen erheblich einschränken.“ Insbesondere übten Könnemann und Krusch massive Kritik an der Haltung der Sozialdemokratie und scheuten sich nicht „eine Art »linker Dolchstoßlegende« in die Welt zu setzen“. Der Einfluss der KPD auf den Gang der Ereignisse werde hingegen „maßlos aufgebauscht, allerdings an keiner Stelle des Buches mit konkreten Daten belegt“.
Im Jahre 2002 gaben Könnemann und Schulze unter dem Titel Der Kapp-Lüttwitz-Ludendorff-Putsch erneut einen Band mit Quellen heraus. Volker Ullrich bezeichnete diese Edition als „vorzüglich“ und als „Sensation“. Denn dadurch werde eindeutig belegt, dass beim Kapp-Lüttwitz-Putsch in Wahrheit Erich Ludendorff die Strippen gezogen habe. Eric Weitz charakterisierte die Edition als Schatzkiste an Quellenmaterial. Er hielt Könnemanns und Schulzens Argumentation zur Rolle Ludendorffs beim Putsch für überzeugend. Auch Bruno Thoß unterstrich, dass nun Ludendorffs Führungsrolle endgültig nachgewiesen werde. Er hob hervor, dass die Auswahl von 695 Dokumenten aus 55 deutschen und polnischen Archiven es erstmals ermögliche, ein auf das ganze Reich gerichtetes Umsturzunternehmen in seinen regionalen Verästelungen nachzuvollziehen. Als ausgewiesene Forschungsspezialisten hätten Könnemann und Schultz Erhebliches zur Verdichtung und Verbreiterung der Überlieferung beigetragen und damit ein unverzichtbares Quellenkompendium vorgelegt.

## Veröffentlichungen
- mit Brigitte Berthold und Gerhard Schulze: Die Weimarer Republik;. Dokumente und Materialien. Volk und Wissen, Berlin 1963.
- Einwohnerwehren und Zeitfreiwilligenverbände. Ihre Funktion beim Aufbau eines neuen imperialistischen Militärsystems (November 1918 bis 1920). Deutscher Militärverlag, [Berlin] 1971.
- mit Brigitte Berthold und Gerhard Schulze: Arbeiterklasse siegt über Kapp und Lüttwitz. Quellen. 2 Bde., Akademie-Verlag, Berlin 1971.
- und Hans-Joachim Krusch: Aktionseinheit contra Kapp-Putsch. Der Kapp-Putsch im März 1920 und der Kampf der deutschen Arbeiterklasse sowie anderer Werktätiger gegen die Errichtung der Militärdiktatur und für demokratische Verhältnisse. Dietz, Berlin 1972.
  - 2. Aufl.: März 1920. Arbeiterklasse vereitelt Kapp-Putsch. Dietz, Berlin 1981.
- mit Hans-Joachim Krusch: Aktionseinheit gegen Kapp-Putsch. (Illustrierte historische Hefte: Heft 23), Deutscher Verlag der Wissenschaften, Berlin 1980, DNB 810296780.
- Die Eisen- und Hüttenwerke Thale in der Periode des Überganges vom Kapitalismus zum Sozialismus. Betriebsparteiorganisation des VEB Eisen- und Hüttenwerke Thale, Thale 1979.
- (Hrsg.): Halle. Geschichte der Stadt in Wort und Bild. Dt. Verl. d. Wissenschaften, Berlin 1979.
- Der Kampf um die Schaffung der einheitlichen revolutionären Partei der Arbeiterklasse in den ehemaligen Ländern der sowjetischen Besatzungszone Deutschlands. Martin-Luther-Universität Halle-Wittenberg, Halle (Saale) 1982.
- Der VEB Eisen- und Hüttenwerke Thale bei der weiteren Gestaltung der entwickelten sozialistischen Gesellschaft. 1981 – 1986. Zentrale Parteileitung d. SED im VEB Eisen- u. Hüttenwerke Thale, Thale 1985.
- Vereint auf dem Weg zum Sozialismus. Geschichte der Landesparteiorganisation Sachsen-Anhalt der SED 1945 bis 1952. Die Kommissionen, Halle, Magdeburg 1986.
- Neue Dokumente zur Haltung der Deutschen Volkspartei während des Kapp-Putsches. Deutscher Verlag der Wissenschaften, Berlin 1988.
- mit Manfred Beck und Heinz Sonnenberg: 300 Jahre Geschichte der Eisen- und Hüttenwerke Thale, 1686–1986. Betriebsparteiorganisation der SED des VEB Eisen- und Hüttenwerke, Thale 1988.
- und Gerhard Schulze: Der Kapp-Lüttwitz-Ludendorff-Putsch. Dokumente. Olzog Verlag, München 2002, ISBN 978-3-7892-9355-9.